# Igreja Dodo

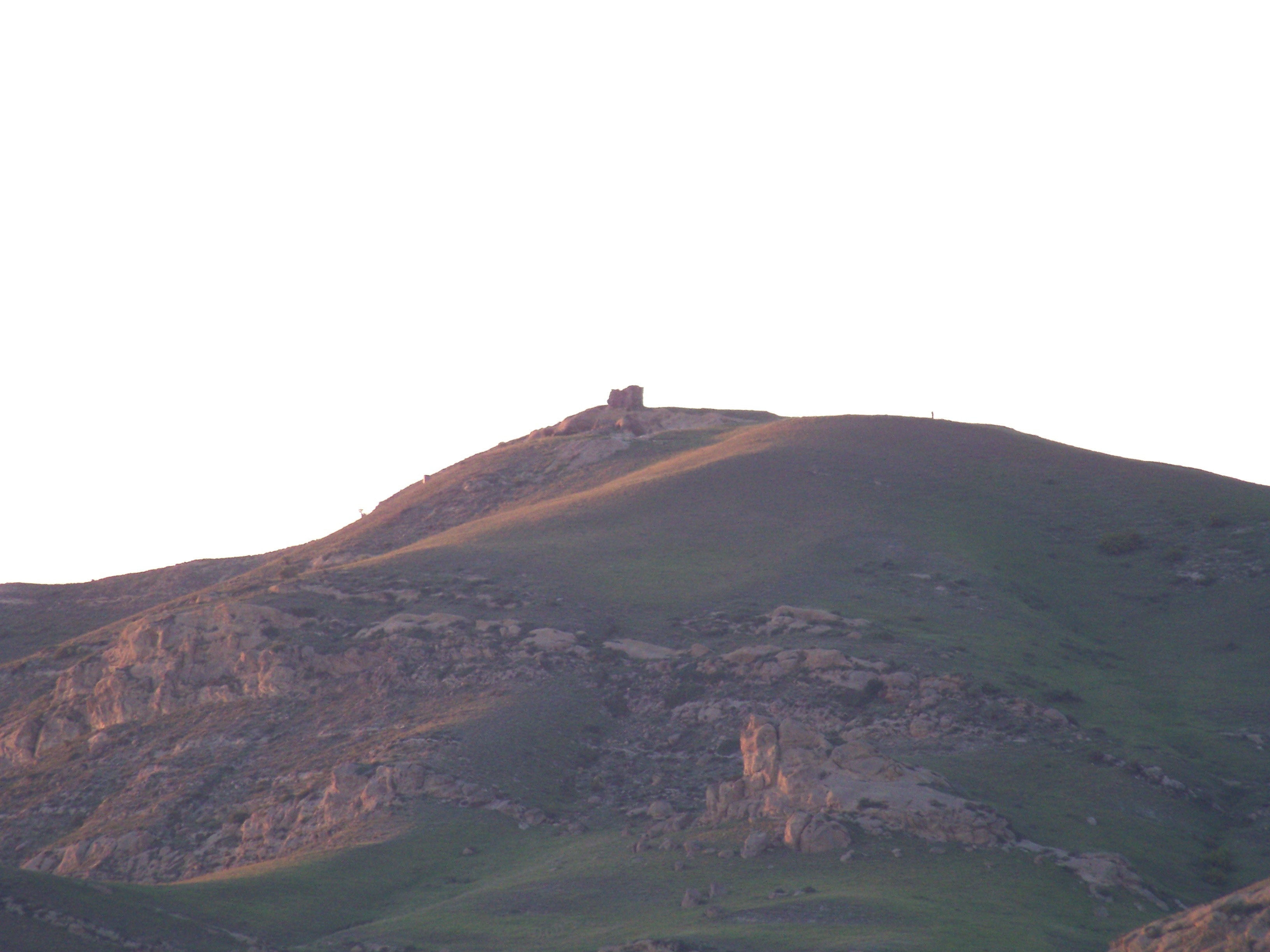

A igreja da caverna Dodo (em georgiano:  დოდოს რქა) ou a igreja Dodo é um monumento histórico e arquitetônico no complexo monasterial de David Gareja. 

## História
A igreja foi fundada por Dodo, um dos alunos de David Gareja na primeira metade do século VI. Sua história está diretamente ligada à história geral do mosteiro. Nos séculos XIII e XVIII a igreja foi submetida aos ataques das dinastias mongóis, Teymurilar, Seljuks e Safávidas, sendo repetidamente saqueada e abandonada.

## Arquitetura
A igreja consiste em um complexo de cavernas de vários períodos (séculos VI-XVIII). O salão principal data dos séculos XI-XIII. Usado como um santuário, a parte mais importante e antiga da pequena igreja fica no canto da rocha.
A sala principal da igreja está decorada com frescos de grande importância histórica e cultural. O fresco do altar central ilustra a bênção de Jesús, sustentando um livro fechado com um alfabeto georgiano na mão esquerda. Também são mostrados alguns dos arcanjos, como Miguel e Gabriel, bem como querubins.